# Josef Heukeshoven

Josef Heukeshoven

Josef Johannes Heukeshoven (* 2. Mai 1901 in Köln; † 22. November 1993 in Koblenz) war ein deutscher Politiker (NSDAP).

## Leben und Wirken
Seine Familie stammt aus dem flämischen Burgund. Infolge klerikaler Auseinandersetzungen wanderten seine Ahnen ins nahegelegene deutsche Rheinland aus, wo sie ein Gut in Kirchherten erwarben. Dort arbeiteten sie nach ihrer Verarmung in der Weltwirtschaftskrise, ehe sie nach Köln zogen und das "Gasthaus Heukeshoven" eröffneten, das bis nach 1970 von der Familie betrieben wurde.
Nach dem Schulbesuch studierte Josef Heukeshoven Volkswirtschaft und Staatswissenschaften. Er war seit 1922 Mitglied bei der Landsmannschaft Teutonia Bonn. In den Jahren 1928 bis 1930 amtierte er als Führer einer Baugenossenschaft in Köln. Zum 1. März 1930 trat Heukeshoven in die NSDAP ein (Mitgliedsnummer 203.131). Im selben Jahr übernahm er nacheinander Ämter als Bezirksleiter der NSDAP in Breslau und als Kreisleiter in Gleiwitz, letzteres  bis 1935. Sein erstes öffentliches Amt bekleidete Heukeshoven ab 1933 als Stadtverordnetenvorsteher in Gleiwitz.
Von 1932 bis zur Auflösung dieser Körperschaft im Herbst 1933 gehörte Heukeshoven dem Preußischen Landtag als Abgeordneter an. Anschließend saß er von November 1933 bis März 1936 als Abgeordneter im nationalsozialistischen Reichstag, in dem er den Wahlkreis 9 (Oppeln) vertrat. Am 29. März 1936 kandidierte er erneut bei der Reichstagswahl, erhielt aber kein Mandat mehr.
Am 1. Juli 1933 wurde Heukeshoven zunächst zum kommissarischen Landrat im Landkreis Neisse ernannt. Vom 10. Juli 1933 bis zum Dezember 1942 fungierte er dann als regulärer Landrat von Neisse. Anschließend vertrat er von März 1943 bis 1945 den Landkreis Sankt Goarshausen als Landrat.
Seit 1934 war Heukeshoven zudem Mitglied der Sturmabteilung (SA), in der er 1942 den Rang eines Sturmbannführers erreichte.
Über seine Entnazifizierung ist nichts bekannt.